# Pliophoca etrusca
Pliophoca etrusca (Tavani, 1941) è un pinnipede estinto della famiglia dei Phocidae, i cui reperti fossili risalgono al Pliocene. Questa specie fossile di foca, antenata dell'attuale foca monaca che vive ancora in ristrette aree del Mediterraneo, è stata rinvenuta solamente nelle aree paleontologiche di Orciano Pisano e di Volterra in Toscana.
Lo scheletro più completo di questa rarissima specie proviene da Orciano ed è attualmente conservato nel Museo di storia naturale dell'Università di Pisa.

## Inquadramento sistematico
La specie raggruppa alcuni esemplari fossili scoperti nell'entroterra della Toscana dalla fine dell'Ottocento ad oggi.
Fino al 1941 questi reperti erano classificati sotto diverse specie e sono stati raggruppati  nel nuovo genere e nuova specie, Pliophoca etrusca, a seguito della revisione compiuta da Tavani nel 1941.

## Rinvenimenti fossili di pinnipedi
I resti fossili di pinnipedi sono estremamente rari a livello mondiale, molto meno frequenti rispetto ad altri mammiferi marini (cetacei e sirenii); in particolare in Italia il record fossile miocenico è essenzialmente rappresentato da un cranio proveniente da Roccamorice e descritto con il nome di Phoca gaudinii da Guiscardi (1871).
Il record pliocenico è rappresentato da pochi resti rinvenuti nell'800 in Toscana ed attribuiti a Pliophoca etrusca, genere e specie endemici del Mediterraneo.
L'olotipo di questa specie, conservato ed esposto presso il Museo di Storia Naturale e del Territorio dell'Università di Pisa, rappresenta uno degli scheletri fossili di pinnipedi più completo a livello mondiale.
Resti pleistocenici di foche in Italia sono anch'essi molto rari; uno dei più significativi è il frammento di femore scoperto in una breccia ossifera dell'isolotto Formica di Burano (Grosseto) ed attribuito a Monachus cf. monachus da Borselli (1990).

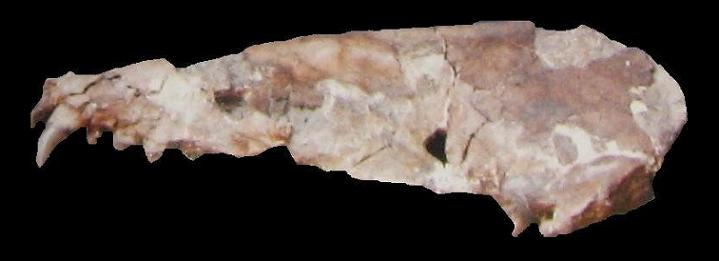
Mandibola di Pliophoca etrusca ritrovata ad Orciano e conservata nel Museo di storia naturale dell'Università di Pisa

### Resti pliocenici toscani
L'olotipo dello scheletro di Pliophoca etrusca venne scoperto nel 1900 da un appassionato cercatore di fossili, nelle argille plioceniche di Casa Nuova, una località a sud di Orciano Pisano. Studiato da Ugolini nel 1900 e nel 1902 ed attribuito a Monachus albiventer (= Monachus monachus). Ridescritto da Tavani nel 1942 ed attribuito al n. gen. e n. sp. Pliophoca etrusca.
Mandibola ed altri resti frammentari di Pliophoca etrusca raccolti da Roberto Lawley nei dintorni di Orciano e presso Podere Nuovo, una località a nord di Saline di Volterra, e donati al Museo di Firenze negli anni 1875-1876. Inizialmente attribuiti dubitativamente da Lawley (1875 e 1876) a Pristiphoca occitana, poi da Ugolini (1902) a Monachus albiverter ed infine da Tavani (1942) a Pliophoca etrusca.

## Ritrovamenti recenti
Nel 2009 in toscana sono stati rinvenuti alcuni resti di un cucciolo di phocidae attribuiti dagli studiosi dell'Università di Pisa a questa specie. In Italia precedentemente gli ultimi resti trovati risalivano a 109 anni prima nei dintorni di Orciano Pisano. Gli scavi hanno permesso di recuperare buona parte di una pinna e due denti da latte, ossa queste che le abbondanti piogge avevano scoperto e che quindi correvano il rischio di deteriorarsi. La Soprintendenza alle Antichità della Toscana ha predisposto che le parti recuperate fossero depositate presso il Museo geopaleontologico GAMPS di Badia a Settimo. Attualmente il reperto non è esposto al pubblico in quanto è in fase di studio presso l'Università di Pisa.

## Bibliografia

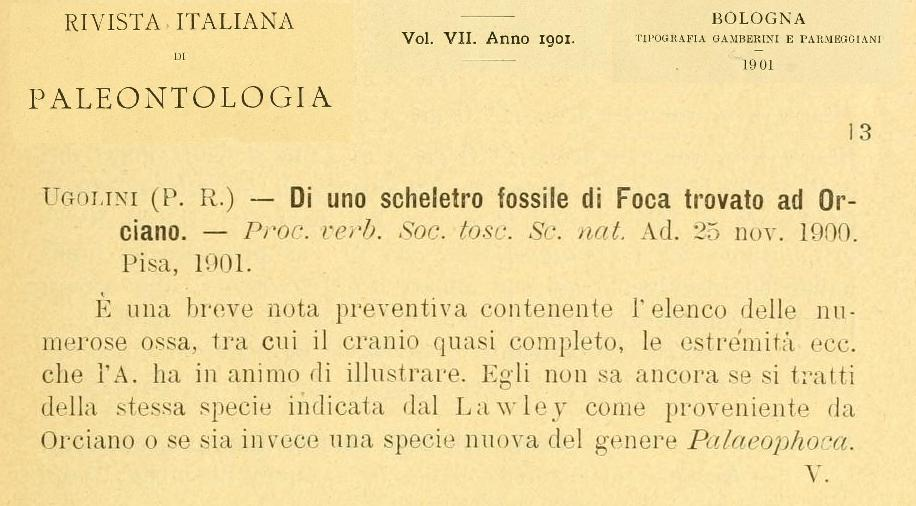
Ugolini, 1901. Di uno scheletro fossile di foca trovato ad Orciano. Processo verbale della Società Toscana di Scienze Naturali, Adunanza 25 novembre 1900, Pisa, 1901